# Pierre Ménard, auteur du Quichotte
Pour les articles homonymes, voir Pierre Ménard et Ménard.
Pierre Ménard, auteur du Quichotte (Pierre Menard, autor del Quijote) est une nouvelle de Jorge Luis Borges qui esquisse la vie et l'œuvre de l'écrivain imaginaire Pierre Ménard, un Français écrivant dans les années 1930. Elle détaille son invraisemblable projet : la réécriture à l'identique du premier livre de Don Quichotte (donc dans l'espagnol classique de Cervantes). Elle a été publiée initialement dans la revue argentine Sur en mai 1939, puis dans les recueils El Jardín de senderos que se bifurcan (1941) et Fictions (1944).
La nouvelle se propose, avec un humour pince-sans-rire permanent, non seulement de justifier ce travail, mais de montrer en quoi le résultat s'avère supérieur à l'original, expliquant par exemple que Cervantes écrit banalement dans l'espagnol de son temps, là où Ménard se livre à une recréation linguistique analogue à celle des romans historiques du XIXe siècle, ou citant deux passages identiques avant de montrer comment le contexte de leur écriture les oppose en fait totalement.

## LeQuichottede Ménard
Le protagoniste Pierre Ménard n'écrit que partiellement sa version de Don Quichotte. Il réécrit les chapitres 9 et 38 de l’œuvre de Cervantes. Le narrateur ajoute également que Ménard a rédigé une partie du chapitre 22. Toutefois, cette réécriture du Quichotte, pourtant identique en tout point à la première, a une portée différente. Contrairement à Cervantes, Ménard est un écrivain du XXe siècle ; il apporte donc à son écriture un héritage culturel, littéraire et philosophique que n'avait pas l’œuvre au XVIe siècle. Le narrateur évoque notamment l'influence de Bertrand Russell ou de Friedrich Nietzsche, pour l'écriture du chapitre 38.
Le narrateur présente la ressemblance entre le Don Quichotte de Cervantes et la version de Pierre Ménard en en relevant des extraits. On peut lire ainsi à deux reprises dans la nouvelle l'extrait « la vérité, dont la mère est l'histoire, émule du temps, dépôt des actions, témoin du passé, exemple et connaissance du présent, avertissement de l'avenir » écrit tantôt par Cervantes, tantôt par Pierre Ménard. Le narrateur se permet tout de même un jugement, qualifiant Cervantes de « génie ignorant », tandis que Pierre Ménard apporterait selon lui une idée « stupéfiante » dans sa version. L'auteur fictif serait de ce fait influencé par William James, alors que l'écrivain du XVIIe siècle ne dispose pas de ces apports culturels.